# Radiator

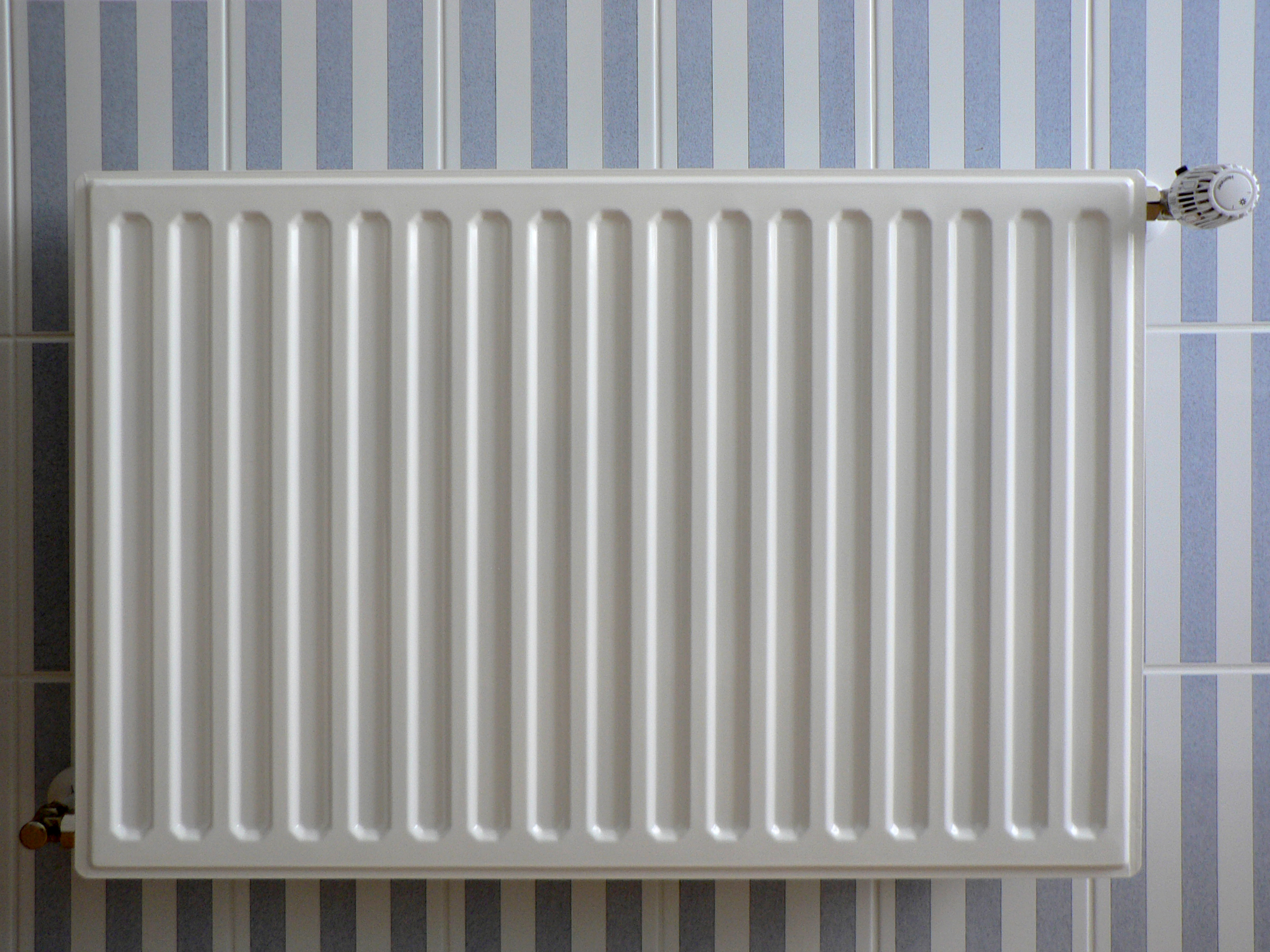
Paneelradiator

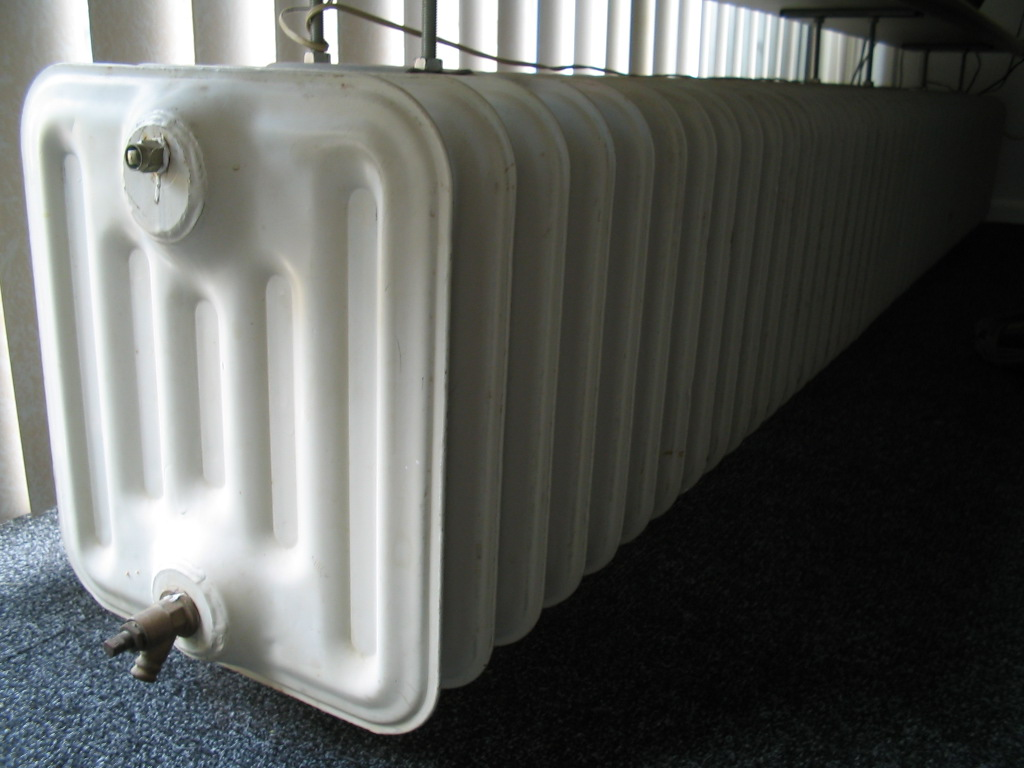
Ledenradiator met ontluchter (boven) en aftapkraan (onder)

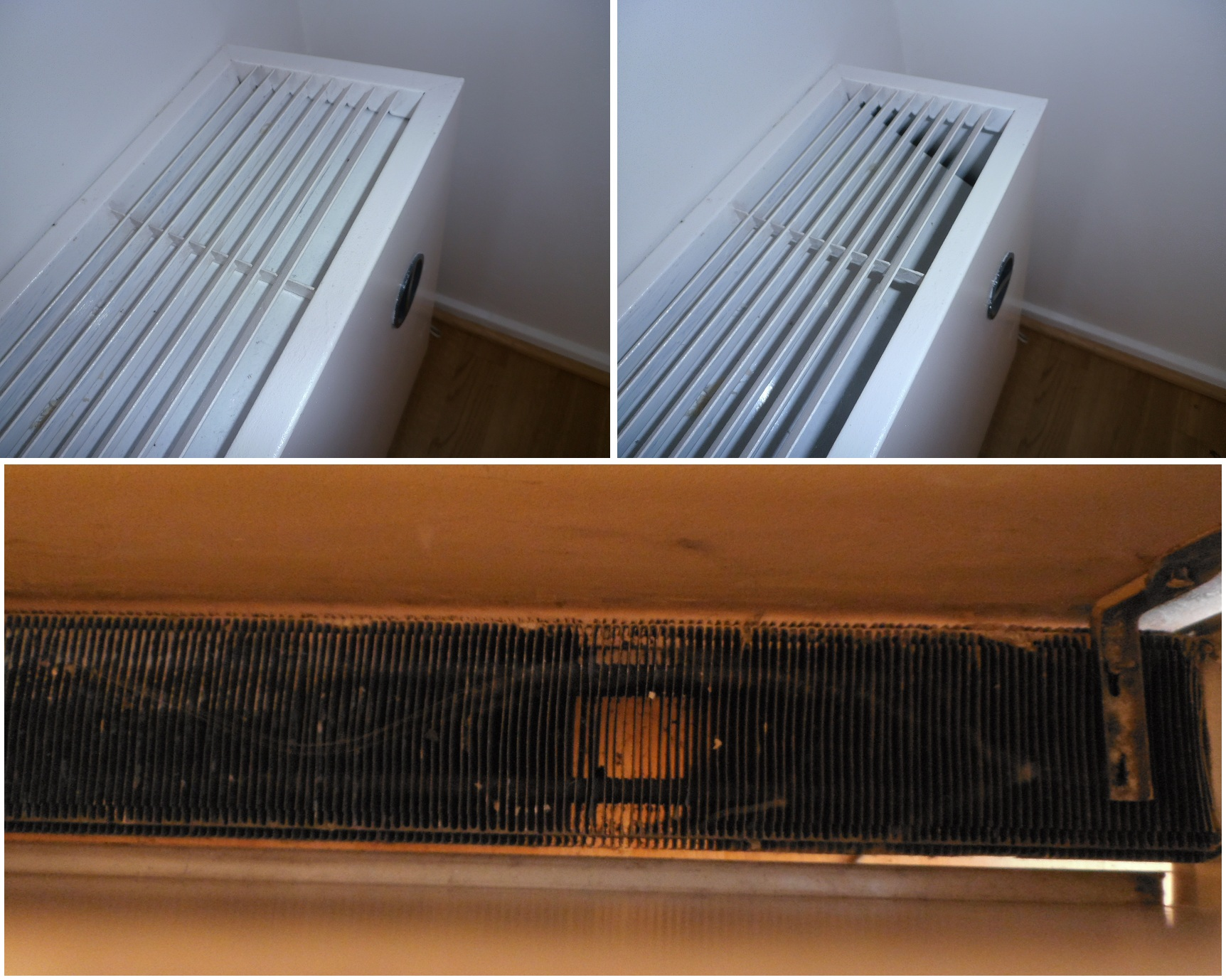
Heetwater-baseboard-radiator (boven) met gesloten (links) en open deksel (rechts), en de binnenkant (beneden) waarin de aluminium plaat-elementen (in serie gehecht op de koperen buizen) duidelijk zichtbaar zijn

Een radiator is een warmtewisselaar. Radiatoren worden gebruikt om warmte uit een doorstromende vloeistof af te staan aan langsstromende lucht. Radiatoren worden gebruikt in centrale verwarming (in Vlaanderen ook vaak chauffage genoemd) en in het koelsysteem van auto's, ze worden in het laatste geval radiateur genoemd.

## Centrale verwarming
Een cv-radiator heeft, om de warmte-overdracht zo efficiënt mogelijk te maken, een zo groot mogelijk oppervlak. Dit zorgt voor een betere warmteafgifte. Men onderscheidt leden- en paneelradiatoren. Een ledenradiator of kolomradiator bestaat uit een rij aan elkaar gekoppelde verticale holle segmenten (de leden of kolommen). Het oppervlak van zo'n radiator is veel groter dan dat van een paneelradiator (ook wel plaatradiator genoemd), die bestaat uit een gesloten plaat die voorzien is van verticale kanalen. Om het oppervlak te vergroten, bestaat een paneelradiator vaak uit twee of drie van zulke platen. Om de convectie te vergroten, kunnen dunne geprofileerde platen achter of tussen de platen gemonteerd zijn, dit type radiator wordt soms ook wel 'convectorradiator' genoemd. Radiatoren zijn voorzien van een radiatorkraan, hiermee kan men de doorstroming van het opgewarmde water regelen. Ook kan er een voetventiel aanwezig zijn aan de uitstroomzijde.
De warmte-uitwisseling gebeurt doorgaans volgens het tegenstroomprincipe: het warme water stroomt van boven en koelt af naar onder toe, terwijl de opgewarmde lucht langs de radiator omhoog stroomt (omdat warme lucht een lagere dichtheid heeft dan koude lucht). Om de warmte-uitwisseling te verbeteren kan de lucht geforceerd van beneden naar boven langs de radiator worden gevoerd. Hiervoor zijn zogenaamde "radiatorventilatoren" te koop, die ervoor zorgen dat de ruimte sneller wordt verwarmd door de radiator, wat door de betere verspreiding kan leiden tot energiebesparing.
De radiator verwarmt de ruimte zowel door convectie als door straling (dus radiatie), zoals volgt uit de Wet van Stefan-Boltzmann. Een andere benaming, hoewel ongebruikelijk, is dus eigenlijk convector.
Een radiator werkt efficiënt wanneer de toegevoerde warmte-energie zo goed mogelijk aan de omgeving kan worden afgegeven. Wanneer de doorstroming zo groot is dat het warme water nauwelijks energie kan afgeven zal de warmteoverdracht naar de omgeving nauwelijks groter zijn dan wanneer er minder doorstroming is, terwijl het warme water dan vaak onttrokken wordt aan andere radiatoren die verder van de ketel zijn verwijderd. Die radiatoren krijgen dan te weinig warm water toegevoerd om efficiënt te kunnen werken. Bij het waterzijdig inregelen van de installatie wordt de maximale doorstroming per radiator zo ingesteld dat iedere radiator optimaal kan functioneren. Hiermee kan energie worden bespaard. Het is eenvoudig vast te stellen wanneer er te veel warm water door een radiator stroomt door het verschil in temperatuur tussen de bovenzijde en de onderzijde te meten in een stabiele toestand, d.w.z. wanneer de radiator gedurende langere tijd met een constante stroom met een vaste aanvoertemperatuur wordt gevoed. Is het verschil te klein dan krijgt de radiator meer warmte-energie aangevoerd dan deze kan overdragen.
Om te voorkomen dat een radiator warmte uitstraalt naar een buitenmuur wordt bij radiatoren die geplaatst zijn voor minder goed geïsoleerde muren wel radiatorfolie toegepast. Deze folie reflecteert de warmte die anders naar de buitenmuur afgevoerd zou worden.

## Radiateur
In auto's wordt de radiateur gekoeld door de rijwind, daarnaast wordt deze ook geforceerd gekoeld door middel van een mechanisch of elektrisch aangedreven ventilator.